# Gmina Trstenik
Gmina Trstenik (serb. Opština Trstenik / Општина Трстеник) – gmina w Serbii, w okręgu rasińskim. W 2018 roku liczyła 38 915 mieszkańców.